# Монье, Пьер
Пьер Монье (фр. Pierre Monier, Pierre Mosnier; 17 мая 1641, Блуа — 29 декабря 1703 года, Париж) — французский живописец академического направления.

## Биография
Пьер Монье родился в художественной семье, он был сыном живописца Жана Монье (1600—1656) и братом Мишеля Монье (?—1686), скульптора, создавшего копию античной скульптуры «Умирающего гладиатора» для парка в Версале. Пьер сначала учился у отца, а затем переехал в Париж и работал в мастерской Себастьяна Бурдона.
Первую премию Пьер Монье получил в 1664 году за картину «Завоевание Золотого руна». 6 октября 1674 года Монье получил звание академика за картину «Геракл готовится к обороне города Фивы, которому угрожали минийцы», 3 июля 1676 года стал адъюнктом, а 27 июля 1686 года — полным профессором Королевской академии живописи и скульптуры.
Монье стажировался во Французской академии в Риме, копировал картины Рафаэля и Аннибале Карраччи. В 1665 году по возвращении из Рима написал для собора Нотр-Дам картину, изображающую парламент, собравшийся для рассмотрения дела маркиза Локмавиакера, а для церкви Сен-Сюльпис — «Деву Марию, восхваляемую ангелами». Он принял участие только в одной выставке Парижского салона 1699 года с картиной «Иисус Христос, окружённый апостолами, призывает к Себе маленьких детей» (сюжет, трактованный в двух вариантах под одним и тем же номером). В Лувре хранится аллегорическая картина художника «Королевское великолепие».

## Пьер Монье как историк искусства
В 1698 году Пьер Монье составил и опубликовал свою «Историю искусств, основанных на рисунке» (Histoire des arts qui ont rapport au dessein) с пояснением: «История искусств, связанных с рисунком, разделённая на три книги, где ведётся речь о происхождении, развитии, падении и восстановлении искусств». Это была первая всеобщая история изобразительного искусства, хотя и далеко не полная, но систематично разделённая по главам, которые в последующие века стали традиционными и даже хрестоматийными (в разных редакциях) для историков искусства: ассирийское, египетское, иудейское, вавилонское, греческое, римское искусство, упадок римского искусства, готическое искусство, средневековье и Возрождение. Монье, путешествуя по Италии, одним из первых по достоинству оценил некоторые средневековые памятники и попытался сформулировать закономерности роста и упадка искусства, повторяющиеся в определённые исторические периоды.

## Галерея

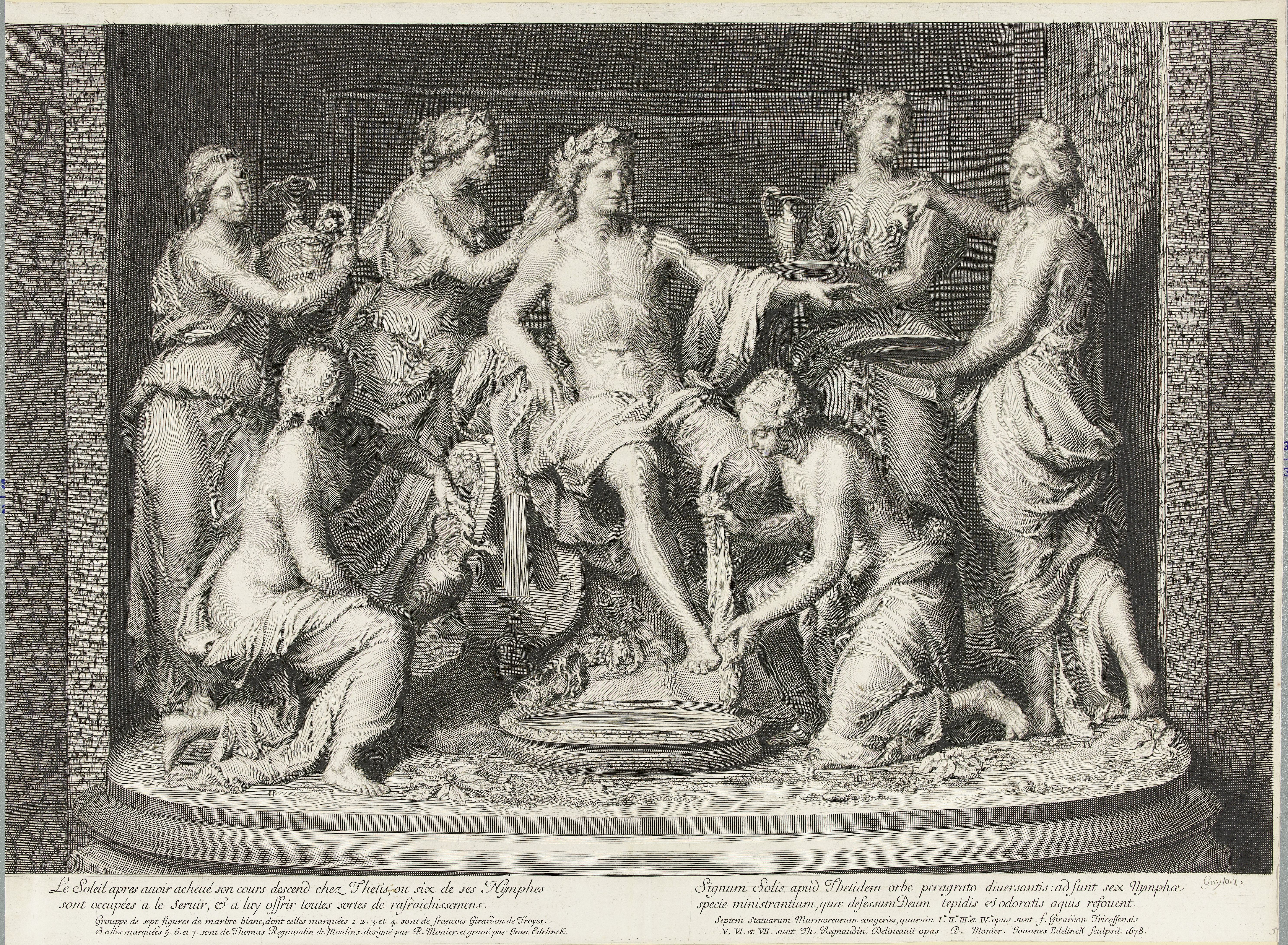
Аполлон и музы. Гравюра Ж. Эделинка по рисунку П. Монье с одноимённой скульптурной группы Ф. Жирардона для грота Тефиды в парке Версаля. Между 1666 и 1680. Рейксмюсеум, Амстердам
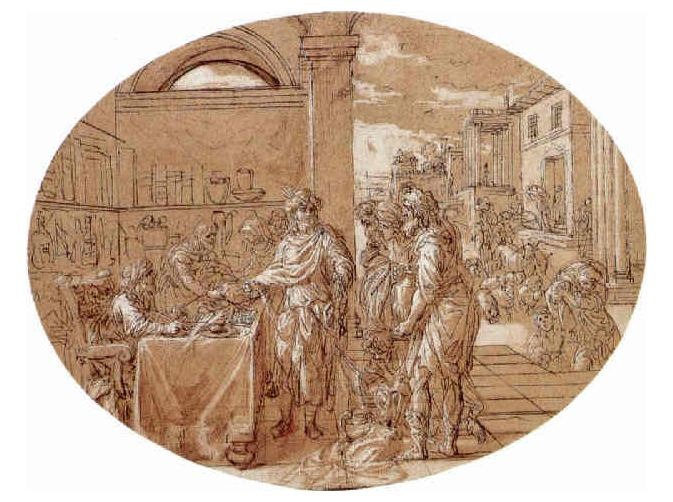
Сбор податей в храме. Бистр, перо, кисть, белила
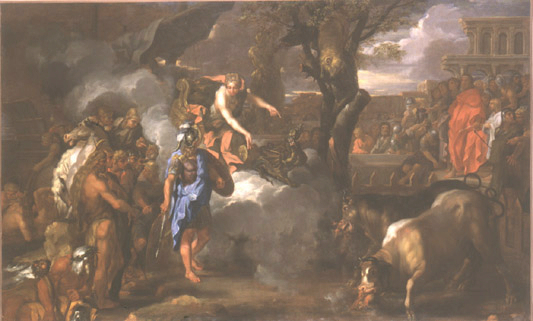
Завоевание Золотого руна. Холст, масло. Национальная высшая школа изящных искусств, Париж